# Essere e tempo
Essere e tempo (Sein und Zeit, prima edizione 1927, Halle, Germania) è l'opera principale di Martin Heidegger (1889 - 1976), filosofo tedesco, che ha influenzato notevolmente la filosofia contemporanea, in particolare l'esistenzialismo e l'ermeneutica.
Fu pubblicata inizialmente nell'ottavo volume dello Jahrbuch für Philosophie und phänomenologische Forschung di Edmund Husserl, a cui fu anche dedicata: Edmund Husserl in Verehrung und Freundschaft zugeeignet ("Dedicato a Edmund Husserl con rispetto e amicizia"). Il ponderoso saggio, incompiuto, ha come filo conduttore l'elaborazione del problema del senso dell'essere, ovvero la ripresa della questione ontologica fondamentale che, da Platone ed Aristotele in poi,  ha costituito il nucleo centrale della metafisica ma su cui, secondo l'autore, nel pensiero contemporaneo, è caduto l'oblio più totale (Seinsvergessenheit).

## Tematiche e contenuti
(Heidegger, Essere e tempo, incipit; traduzione di Alfredo Marini)

### Necessità del problema dell'essere
In realtà, già in Kierkegaard, filosofo apprezzato da Heidegger, ma che al contempo rapidamente licenzia con l'appellativo di "teologo cristiano", il problema dell'essere non è più dato per scontato. Kierkegaard sviluppa la problematica fra due poli incompatibili: l'irriducibilità dell'esistenza e della libertà del singolo, inconciliabile sul piano razionale con l'assoluta trascendenza dell'Essere (che per Kierkegaard corrisponde all'Ente Supremo, Dio).
Questa antinomia inconciliabile evidenzia l'inconoscibilità dell'Essere. Il termine stesso "ripetizione" è kierkegaardiano: ripetere il problema dell'essere equivale, in entrambi i filosofi, alla necessità, per l'uomo, di ritrovare la propria autenticità ripetendo, ovvero svolgendo nuovamente, la ricerca dell'essere. In Kierkegaard questa ricerca appartiene al singolo e al suo rapporto con Dio; in Heidegger, il singolo è un ente privilegiato, una Apertura (Erschlossenheit), attraverso cui l'essere stesso si manifesta e a partire da cui ha la possibilità di comprendersi.
Ridestare l'uomo alla capacità di conoscere l'Essere significa, per Heidegger, innanzitutto evidenziare la differenza ontologica che separa, senza dividerlo, l'Essere nella sua trascendenza da ciò che concretamente è, ovvero l'ente.
Il concetto di "differenza" appare nella storia della filosofia contemporanea tramite Nietzsche e Heidegger. 
Per Nietzsche la differenza - l'inconciliabilità tra i diversi modi di essere della realtà - è pluralità di interpretazioni della verità (non esiste qualcosa che sia vero e qualcosa che sia falso, ma esistono infinite differenze tra le forze in gioco, alcune delle quali destinate a prevalere provvisoriamente sulle altre) e affermatività della volontà di potenza (la verità è affermazione della volontà, creazione). Per Heidegger, invece, la differenza opera tra l'Essere e gli enti ed è intesa come differenza negativa (l'Essere è altro da ogni ente, e nessun ente può essere equiparato all'Essere).

### La struttura formale dell'essere
L'oggetto della ricerca è l'Essere, considerato come a priori trascendentale rispetto a ogni sua determinazione concreta, ovvero rispetto a ogni ente. Questo determina la "struttura formale" della ricerca, ovvero la necessità di superare l'errore tradizionale della metafisica, che ha ridotto l'Essere ad un ente come gli altri, ovvero all'Ente supremo.
Il problema dell'essere è il problema fondamentale (ovvero il problema del fondamento in quanto tale, e della sua capacità di fondare la realtà e la conoscenza che ne abbiamo), e richiede un atteggiamento conoscitivo necessariamente diverso da quello con cui ci volgiamo alla conoscenza delle singole cose concrete. Se l'essere è il ricercato, e se l'essere va considerato sempre come "l'essere di una cosa", ne consegue che, nel problema dell'essere, l'interrogato è ciò che è: è la cosa (l'ente). Ma quale cosa (ente)? Qual è la cosa (l'ente) che è in grado di rispondere a una domanda sul suo essere? Ovviamente siamo noi, è l'uomo, per il semplice fatto che da sempre egli esperisce la sua esistenza come tale che in essa ne va del suo stesso essere: egli solo, cioè, è in grado di porsi la domanda sull'essere in modo esplicito. Questa cosa (ente) che noi siamo (esistente) e che ha per proprio modo di essere quello di interrogarsi, Heidegger lo chiama Esserci (Da-sein).  Va segnalato, in questa sede, che questo primato ontologico dell'uomo è segno di un residuo umanistico della sua filosofia, che Heidegger stesso si sforzerà successivamente di superare (dalla Lettera sull'umanismo in poi), ma che secondo l'interpretazione di Derrida costringe il pensiero heideggeriano a inesorabili e perpetue ricadute nella metafisica.
Lo stesso Heidegger in Essere e tempo lasciò aperte le porte alla metafisica, dicendo testualmente:
Il problema dell'essere richiede quindi un lavoro preliminare, che consiste nell'esporre chiaramente le caratteristiche essenziali (gli "esistenziali") di questa cosa esistente che noi siamo (l'Esserci) in quanto continuamente tesi a cogliere "il senso della vita".

### Il primato ontologico dell'essere
Il modo "tradizionale" di vedere le cose, che per noi è quello scientifico, è entrato in crisi.
È in gioco in questa pagina di "Essere e tempo" la grande svolta culturale del Primo Novecento. La matematica, la fisica, la biologia, le scienze storiche e la teologia non sono più sicure di nulla: né di quale sia l'oggetto di cui devono occuparsi, né soprattutto di quali siano i concetti fondamentali sui quali appoggiare le proprie basi. Il sospetto che traspare da questo elenco di crepe e di catastrofi è che, in fondo, la crisi non riguardi tanto le singole scienze e i loro ristretti ambiti d'interesse, ma l'esistente umano stesso, che è poi l'ente (esistente) per eccellenza che si interessa del mondo, che lo interroga e lo sottopone ad analisi.
A ben vedere, non è la singola scienza che determina quali sono gli oggetti di sua competenza, ma è l'esistente umano [l'Esserci] che ritaglia il mondo in "scompartimenti", a seconda del modo in cui lo vede: questo è "matematico", questo "fisico", questo "biologico" e così via. Cioè, l'uomo possiede già un'idea del mondo ancor prima di studiarlo.  Ne consegue che, se tutta la scienza è in crisi, è perché l'uomo non sa più riflettere sul suo stesso fondamento. L'unica strada per risolvere il sistema delle scienze e per determinarne i nuovi confini, è reinterrogarsi sul concetto generale di "essere umano" che ne sta a monte.
Un compito che precede la scienza, un compito filosofico; almeno questo, a Platone e Aristotele lo dobbiamo. Questo compito è un compito ontologico, nel senso che è il compito fondamentale del pensiero.

### Il primato ontico dell'esistente
Entrando nel merito dei termini: "ontico" vuole indicare tutto ciò che concerne le singole cose in quanto sono (cioè gli enti); "ontologico", invece, è ogni discorso inerente all'essere in sé, al tutto.
Quindi: primato ontologico del problema dell'essere è il fatto che tale questione precede ogni altra questione che l'uomo si pone; primato ontico è invece il fatto che l'esistente umano, per comprendere l'essere, deve comprendere se stesso in quanto Esserci, in quanto ente privilegiato capace di interrogarsi sull'essere; ente privilegiato cui l'essere, cioè, si manifesta. Se la caratteristica esistenziale dell'esistente umano (dell'Esserci) è quella di rivolgersi a se stesso, al proprio essere, questo modo di comportarsi - di essere - non possiamo che chiamarlo esistenza. «L'esserci comprende sempre se stesso in base alla sua esistenza, cioè alla possibilità che gli è propria di essere o non essere se stesso».

### Il tema dell'analitica dell'Esserci
"L'essenza dell'Esserci consiste nella sua esistenza". 

Per esistenza non si intende una "proprietà", cioè la semplice-presenza di qualcosa come questo o quell'essere umano. Per esistenza si intende ogni modo d'essere dell'uomo (Esserci). "Esserci" non indica dunque l'uomo in quanto singolo (questo o quello) ma il suo "essere" in quanto "esistente" (esistente umano). Se l'Esserci non è una proprietà ma il nostro modo d'essere - il mio, il tuo - noi possiamo sia "conquistare" il nostro modo d'essere, sia "perderlo", sia "conquistarlo apparentemente".
Noi possiamo cioè essere noi stessi (appropriarci di noi) autenticamente o inautenticamente. L'importante è comprendere che entrambe queste possibilità sono modi d'essere reali (anche un'esistenza inautentica è un'esistenza). La nostra esistenza si manifesta sempre in questo o quel modo; ma una corretta interpretazione fenomenologica dell'Esserci (cioè della nostra esistenza), che voglia cioè affrontare "la cosa stessa", non deve scegliere come punto di partenza un modo d'essere particolare - per es. quello gnoseologico-scientifico, alla Kant o trascendental-fenomenologico alla Husserl - ma deve mostrare chi siamo "innanzi tutto e per lo più", cioè nell'indifferenziazione della quotidianità e proprio nella quotidianità, la struttura dell'esistenzialità non è approssimativa e nebulosa, ma inautentica; nella quotidianità, l'esistenza appare nel modo della "fuga" e dell'oblio di sé.

### L'essere-nel-mondo
Il significato dell'espressione "essere-nel-mondo" comporta tre punti di vista: 1) il "nel mondo" comporta un'indagine sull'idea di mondo ("mondità", Weltlichkeit) come tale; 2) occorre determinare con chiarezza di cosa parliamo quando parliamo dell'essere che è nel mondo, cioè di cosa si nasconde dietro il "Chi" della domanda "Chi è"; 3) infine occorre chiarire il senso (la costituzione ontologica) dell'"in-essere" (in-essenza).
L'espressione "in-essere" non va intesa in senso pratico come il modo d'essere di qualcosa che è dentro qualcos'altro (come l'acqua nel bicchiere o la chiave nella toppa), cioè la semplice presenza di questo o quell'uomo in questo o quel luogo. "In" deriva da in-abitare, habitare (habitus) nel senso di "essere abituato", "essere familiare con", "essere solito". "In-essere" (essere-nel-mondo) è dunque la condizione fondamentale dell'esistenza umana, nel senso della sua "condizione normale" (abituale, consueta). È, in altre parole, il modo in cui noi ci "sentiamo a casa nel mondo" (lo abitiamo) a prescindere da ogni ulteriore occupazione e attività (la condizione dell'intimità).
L'"in-essere" può anche essere illustrato attraverso il concetto di "incontro": un tavolo non può "incontrare" una sedia così come un esistente umano incontra un altro esistente umano. L'incontro infatti presuppone non una condizione spaziale (siamo semplicemente qui, uno di fronte all'altro), ma un'accessibilità che ci permetta di ri-conoscere l'altro in quanto già da sempre conosciuto (appartenente al "nostro mondo"). Questo modo di essere nel mondo lo chiamiamo "effettività" (Faktizität); questo concetto indica le consuetudini, la familiarità col mondo di un essere che si percepisce (si comprende) come legato nel suo "destino" all'essere che incontra nel proprio mondo.
Occorre ora considerare le diverse maniere dell'"in-essere": - avere a che fare con qualcosa; - affrontare qualcosa; - lasciar perdere o abbandonare qualcosa; - intraprendere; - imporre ecc. Tutte queste maniere o modificazioni dell'"in-essere" originario, inteso come "Habitus"- abitare, sono modi del prendersi cura. Il termine "prendersi cura" naturalmente non va inteso nel suo significato corrente (come "condurre a termine" o "preoccuparsi"). Esso ha un valore esistenziale (ontologico) e indica innanzi tutto il fatto che la costituzione profonda dell'esistente umano (l'essere dell'Esserci) è quella della cura, del prendersi cura. In altre parole questo significa che agli esseri umani non "capita" un po' sì e un po' no di assumere una relazione col mondo, ma che proprio l'essere in relazione col mondo nel modo del prendersene cura caratterizza la loro esistenza.

### L'essere dell'ente nel mondo-ambiente
Gli "enti intra-mondani difformi dall'Esserci" ci si danno non come "semplici-presenze" (Vor-handenheiten), bensì in quanto "utilizzabili" (Zu-handenheiten) o strumenti, e costituiscono il nostro "mondo-ambiente" (Umwelt), guidato dalla "visione ambientale preveggente" (Umsicht). Il modo in cui gli strumenti (i mezzi) ci vengono incontro nel nostro prenderci cura ne svela l'intima coerenza (la conformità) col mondo di cui fanno parte. Prima di tutto: lo strumento può rivelarsi inutilizzabile (non idoneo o guasto). In questa scoperta dell'inutilizzabilità il mezzo ci sorprende: ciò significa che è la sorpresa (l'apparire inatteso di qualcosa) che ci rende consapevoli dell'inutilizzabilità. Qualcosa attraverso cui passavamo per arrivare a qualcos'altro, ci appare davanti come un ostacolo, attirando “improvvisamente”  la nostra attenzione, lì dove prima davamo per scontata la sua “semplice presenza”. In secondo luogo: lo strumento può rivelarsi mancante.
Nei confronti di ciò che "ci serve" ma non c'è, ciò che rimane – “tutto il resto”, la qualsiasi altra "cosa" – acquista il carattere dell'importunità, dell'inutilità. Più è urgente ciò che ci manca, più diventa inutile ciò che abbiamo. In terzo luogo: lo strumento può apparire come non pertinente ai nostri scopi, come qualcosa che ci sta "tra i piedi", che è "fuori posto". Questi tre modi – la sorpresa, l'importunità, l'impertinenza – fanno emergere il carattere di "semplice presenza" che può diventare proprio anche degli strumenti, cioè il loro poter diventare "cose" prive di senso con cui si sono interrotte le nostre abituali relazioni.
Ed è proprio in questa interruzione che possiamo cominciare a intravedere qualcosa di utile alla nostra ricerca. Attenzione: nella sorpresa, nell'importunità, nella non pertinenza, l'utilizzabilità non è semplicemente assente; essa è ancora presente come qualcosa che si è allontanato, ma in questo allontanarsi parla ancora di sé, ci dice ancora ciò di cui "sentiamo la mancanza". L'utilità di qualcosa (utilizzabilità) è ancora presente anche quando non ci è a portata di mano (zuhanden).
Ciò di cui ci si serve, solitamente non lo si considera; ma quando l'utilizzabilità è interrotta, quando si urta contro qualcosa che oppone resistenza, allora questo mezzo appare, si illumina, viene in chiaro, trascinando in questa apparizione tutta "l'officina" di cui è parte. Si vede con occhi diversi qualcosa che già sempre pure si vedeva "senza vedere".
Nella mancanza di ciò che ci serve - nel venirci meno del nostro ambiente - noi ne prendiamo coscienza. In questo "prendere coscienza" si annuncia il mondo. "Mutatis mutandis": perché il mondo-ambiente rimanga utilizzabile, non deve sorprendere, non deve apparire, non deve annunciarsi. 

In questo consiste la sua essenza profonda.
È stato così dimostrato che, perché il mondo possa apparire, dev'essere già accessibile (utilizzabile). In altri termini: non si può avere una coscienza precisa di qualcosa che già non ci appartenga. Il mondo è qualcosa in cui eravamo già presenti prima di rendercene conto: «il prendersi cura è ciò che è sul fondamento dell'intimità col mondo».

### Il con-esserci degli altri
Il concetto di "altri" non va inteso in senso aggiuntivo, come qualcosa accanto a cui mi trovo: «gli altri sono piuttosto quelli dai quali per lo più non ci si distingue e fra i quali, quindi, si è anche». Questo per dire che noi non siamo "innanzi tutto e per lo più" in atteggiamento di distinzione, di allontanamento, di individuazione dagli altri, ma al contrario tendiamo istintivamente a condividere il mondo con gli altri, a con-vivere (con-esserci, Mitsein) con essi. Non incontriamo gli altri a partire da noi, ma dal mondo in cui ci troviamo ad esistere; e non solo gli altri ma anche noi stessi.
"L'Esserci trova "se stesso" innanzi tutto in ciò che sta facendo, in ciò di cui ha bisogno, in ciò che si aspetta, cioè nell'utilizzabile intramondano di cui si prende cura innanzi tutto". 

Questo percepire noi stessi come immersi (gettati, geworfen) nel mondo si riflette anche nel nostro percepire gli altri: noi incontriamo sempre l'altro "in una situazione", in un suo essere-nel-mondo.
Con questa nuova determinazione dell'Esserci, ne viene che alle determinazioni esistenziali dell'Esserci (dell'esistente umano) si aggiunge l'esistenziale (Existenzial, categoria esistenziale) del con-esserci: l'uomo è esistenzialmente con gli altri anche quando è solo. Se ci riflettiamo, noi "sentiamo la mancanza" degli altri perché per natura siamo fatti per essere con gli altri; in tal senso l'esser solo è un modo difettivo del con-essere. E d'altra parte la solitudine non viene meno per la "semplice presenza" accanto a noi di qualcun altro: «per numerosi che siano i presenti, l'Esserci può restare solo». Questo chiarisce che la vicinanza di altri non è mai comunque solo "una semplice presenza": quando la vicinanza di altri non colma la mia solitudine, essa prende la forma dell'indifferenza e della estraneità.
Va adesso chiarito che l'incontro con l'altro nel mondo, pur avvenendo nell'ambito della cura, non è un prendersi cura come quello che caratterizza il "commercio" con gli utilizzabili: «l'altro Esserci non è incontrato nel quadro del prendersi cura (Besorgen) ma dell'aver cura (Fürsorge)». «L'aver cura, com'è ad esempio l'organizzazione sociale assistenziale, si fonda nella costituzione di essere dell'Esserci in quanto con-essere». L'essere l'uno per l'altro, l'uno contro l'altro, l'uno senza l'altro, il trascurarsi, il non importare all'uno dell'altro, sono tutti modi dell'aver cura - positivi e difettivi. Anzi, i modi difettivi sono proprio quelli che caratterizzano la vita quotidiana dell'esistente umano. È l'ovvietà del rapporto quotidiano che rivela il carattere della non sorpresa nei confronti degli altri, che in termini umani definiamo indifferenza, ma che non è diversa dalla familiarità con cui ci muoviamo tra le cose.
Ci sono due modi diversi di "aver cura" positivamente degli altri. Intromettersi nella loro esistenza deresponsabilizzandoli, relegandoli in un rapporto di dipendenza; oppure presupponendoli nel loro poter essere, mettendoli nella condizione di divenire consapevoli di sé e di esercitare liberamente la propria cura.

### L'esser se stesso quotidiano e il "Si"
Noi siamo dominati dalla preoccupazione di distinguerci dagli altri: o negando la differenza nel caso in cui ci si trovi in inferiorità, o cercando di imporci. L'essere-assieme (co-esistenza avente cura) ha questo carattere di "contrapposizione commisurante". Questa presuppone una limitazione alla libera espressione di sé stessi: l'esistente umano si trova, alla luce di tale preoccupazione, in soggezione rispetto agli altri: «non è sé stesso, gli altri lo hanno svuotato del suo essere». In questo sentimento di soggezione "gli altri" non sono mai "un altro" specifico; sono quelli che "ci sono qui" quotidianamente e dietro cui nascondiamo la nostra identità perduta. In questo modo di percepire gli altri - come presenza dominante - non esiste più un io padrone di sé, ma un anonimo "Si" (Man, impersonale). «Il Chi non è questo o quello, non è sé stesso, non è qualcuno e non è la somma di tutti.»
Nel mondo-ambiente esiste un mondo pubblico che «dissolve completamente il singolo Esserci nel modo di essere "degli altri", sicché gli altri dileguano ancora di più nella loro particolarità e determinatezza. In questo stato di irrilevanza e di indistinzione il Si esercita la sua tipica dittatura. Ce la passiamo e ci divertiamo come ci si diverte; leggiamo, vediamo e giudichiamo di letteratura e di arte come si vede e si giudica. Ci teniamo lontani dalla "gran massa" come ci si tiene lontani, troviamo "scandaloso" ciò che si trova scandaloso. Il Si, che non è un Esserci determinato ma tutti (non però come somma), decreta il modo di essere della quotidianità.»
Il Si - togliendo soggettività ad ogni decisione - sottrae i singoli da ogni responsabilità. Il Si precede ogni decisione, ma non la segue perché - dopo l'evento - si dissolve nel "nessuno (è responsabile)": «in questo sgravamento di essere, il Si si rende accetto all'Esserci perché ne soddisfa la tendenza a prendere tutto alla leggera e a rendere le cose facili». Il Si è dunque il modo d'essere dell'esistente umano che ha perduto sé stesso (o non si è ancora trovato): del vivere inautentico.
Ma ciò non significa che il Si non-sia (sia nulla) anzi: esso è il "soggetto realissimo" con cui abbiamo a che fare quotidianamente. Neppure, il Si non è il genere del singolo esistente umano; la logica tradizionale - con la sua grossolana visione quantitativa delle cose "semplicemente presenti" - non ha nulla da dire in questo campo. «Il Si è un esistenziale e appartiene, come fenomeno originario, alla costituzione positiva dell'Esserci». Diciamo che a un (essere) sé stesso autentico si contrappone il Si-stesso inautentico. L'inautenticità dell'io è un immedesimarsi col mondo "che si incontra immediatamente": in questo senso, il Si condiziona a un'interpretazione non consapevole della realtà.
In tale dimensione "io non sono io ma sono gli altri" nel livellamento medio delle possibilità. Ed è questa la condizione normale della nostra esistenza. L'essere-nel-mondo dell'uomo si occulta e si mistifica ai suoi stessi occhi, rendendo inaccessibile la comprensione della sua propria natura essenziale.

### L'Esserci come situazione emotiva
Heidegger definisce "situazione emotiva" (Befindlichkeit) ciò che noi comunemente designiamo col termine "umore". Compito di questa fase del "pensiero sull'essere" è di analizzare l'umore nella sua struttura esistenziale. 

È fondamentale sottolineare questo fatto: l'uomo (Esserci) è sempre immerso in un determinato umore. Non c'è esistenza priva di tonalità emotiva, fosse anche l'indifferenza, quel grigiore uniforme e persistente in cui l'esistenza (l'essere dell'Esserci) diventa un peso. Perché un peso? «Non si sa». La modalità d'essere della "conoscenza" è inadeguata a penetrare nella regione del proprio essere in cui l'uomo già da sempre si trova. La tonalità emotiva è la risposta alla domanda "come va?" che ci colloca nella nostra esistenza. L'Esserci è dunque un esistere emotivamente; l'uomo è un esistente che è, in quanto "aperto", in una situazione emotiva.
Che l'esistente umano viva sempre in un qualche stato emotivo non vuol dire che egli ne sia consapevole o sappia il perché del suo modo d'essere; al contrario, egli sfugge a questa consapevolezza negando radicalmente il proprio sentire. Volgendo le spalle a questo perché, l'uomo evade. Questo carattere dell'esistenza per cui noi siamo in un certo stato d'animo di cui ci è oscura l'origine, per cui l'essere c'è ma rimane oscuro, Heidegger lo chiama "l'esser gettato" (Geworfenheit) dell'uomo (dell'Esserci) nel mondo quotidiano inautentico, o "deiezione" (Verfallenheit). L'umore è il modo in cui noi "ci sentiamo" ("come va?" - "come ti senti?").
Non è una percezione fisica ma esistenziale (autosentimento situazionale). Percezione che si manifesta più nella forma della fuga che in quella della ricerca. Anche se l'esistente umano si ritiene "per fede" sicuro del suo destino o se crede nella scienza e nelle sue spiegazioni sulle cause e i perché della vita, tutto ciò nulla toglie che le radici esistenziali del nostro modo d'essere nel mondo, del nostro sentirci gettati in un certo umore, rimangano un enigma impenetrabile. Prima ancora di comprendere, vedere, agire, studiare il mondo, noi già ci troviamo (siamo "aperti") in un certo modo d'essere o tonalità emotiva. Possiamo cercare di padroneggiare con la volontà le nostre emozioni, ma ciò dimostra soltanto che non è la nostra volontà che le ha stabilite. Questo "sentirsi in" è molto diverso dal "percepirsi", non è cioè uno stato "psicologico". "Percepirsi" implica cioè un "fare attenzione a sé stessi" che è totalmente estraneo a quello stato dell'essere gettato nel mondo, anteriore a ogni comprensione, che chiamiamo "umore".

### L'Esserci come comprensione
Finora, la discussione sul problema dell'essere è approdata alla conclusione che la natura costitutiva dell'uomo consiste in una sua originaria appartenenza al mondo, appartenenza che lo situa tra le cose e gli altri nell'atteggiamento della cura, atteggiamento che precede qualunque altro particolare modo d'essere. Questo essere-nel-mondo era stato anche definito come "apertura preliminare" nei confronti dell'ambiente in cui operiamo, apertura che può anche essere intesa come comprensione del senso delle cose. La capacità di dare significato a ciò che facciamo fa di noi (dell'Esserci) un tipo di ente (esistente) che ha in sé stesso la ragione della propria esistenza.
Ora occorre aggiungere alla (categoria) esistenziale della comprensione (Verstehen) qualcosa che la distingua dal semplice significato di "essere capace di", "essere in grado di" che spesso le attribuiamo nel discorso corrente. L'idea che nel "comprendere qualcosa" sia insito il poter fare, il poter agire con competenza o coscienza di causa, indica una qualità essenziale della nostra natura umana: «il modo d'essere dell'Esserci in quanto poter-essere». La "possibilità",  per noi, è la condizione preliminare dell'essere aperti a ciò che verrà, in base alla condizione emotiva in cui ci troviamo; in ogni istante noi siamo nella possibilità di essere questo o quello perché abbiamo già rinunciato ad altre possibilità di essere qualcos'altro. La nostra esistenza è un continuo esser-possibile in cui ci veniamo a trovare (si potrebbe aggiungere: nostro malgrado). L'uomo è sé stesso in quanto libero di poter essere.
Ognuno è, a seconda di come ha saputo comprendere sé stesso, le sue possibilità: "in quanto è questa comprensione, esso "sa" come stanno le cose a proposito di sé stesso, cioè del suo poter essere". 

Questo "sapere" non è frutto della psicologia, ma è immediato e spontaneo, sorge cioè appena ci rivolgiamo a noi stessi nella nostra interiorità.
Alla struttura esistenziale della comprensione corrisponde ciò che noi chiamiamo progetto (Entwurf). L'uomo, in quanto gettato nel mondo, si trova nella condizione "innata" di proiettarsi in avanti (nel tempo) attraverso progetti. Per progetto Heidegger non intende i piani che ci facciamo per il futuro (farò questo e quest'altro); nell'uso che egli fa del termine prevale la funzione verbale rispetto a quella nominale: progettare significa comprendersi in base alle proprie possibilità. Se vogliamo, è quella condizione ideale e rara per cui ci lasciamo essere per quello che siamo, senza intromettere "piani razionali" nel nostro agire. Questo comporta che ciò rispetto a cui progettiamo possa anche non essere "conosciuto" in termini concreti: faccio questo perché "mi va", poi vedremo cosa ne verrà. Soltanto perché l'uomo è (o non è) ciò che poteva essere, soltanto comprendendo questo, egli può dire a sé stesso: «Divieni ciò che sei!» ( da un'ode di Pindaro, ripresa da Friedrich Nietzsche in Ecce homo. Come si diventa ciò che si è).
La comprensione comporta una doppia prospettiva: uno può comprendere sé stesso a partire dal mondo di cui fa parte; o viceversa, la comprensione di sé può prescindere dal mondo (accettare o cambiare il mondo). «La comprensione dell'esistenza come tale è sempre una comprensione del mondo».

### Comprensione e interpretazione
L'interpretazione non è un atto con cui rivestiamo qualcosa di un significato, ma è l'emergere del significato insito nella struttura del mondo, qualcosa che "viene fuori" dalle cose per come esse stanno rispetto a noi. Ogni comprensione di "come stanno le cose intorno a noi" è implicita (pre-verbale): questa caratteristica determina l'interpretazione quotidiana (quella del mondo in cui ci troviamo "innanzi tutto e per lo più"), una interpretazione che si fonda su una pre-disponibilità, vale a dire su una comprensione di "come stanno le cose" (appagatività, "Bewandtnis") che già ci appartiene. A sua volta, una comprensione così immediata da precedere lo stesso pensare nonché la parola, contiene in sé anche la pre-visione della direzione da dare all'interpretazione: quando "interpretiamo" (assegniamo un significato a) qualcosa che ci appartiene, immancabilmente noi confermiamo la comprensione che avevamo già di ciò. «L'interpretazione di qualcosa in quanto qualcosa è fondata essenzialmente nella pre-disponibilità, nella pre-visione e nella pre-cognizione. L'interpretazione non è mai l'apprendimento neutrale di qualcosa di dato. Allorché quella tipica forma di interpretazione che è l'esegesi dei testi fa appello al "dato immediato", in realtà il "dato immediato" è null'altro che la ovvia e indiscussa assunzione dell'interpretante, assunzione necessariamente implicita in ogni procedimento interpretativo come ciò che è già "posto" a base di ogni interpretazione nel senso della pre-disponibilità, della pre-veggenza e della pre-cognizione».
L'interpretazione (soprattutto l'ermeneutica dei testi ed il circolo ermeneutico che ne consegue) è la conferma di una comprensione che già da sempre ci appartiene, in quanto la comprensione non è mai comprensione di "cose" (parole) ma di noi stessi. Ciò che noi leggiamo è l'esposizione di un mondo che è già il nostro, l'interpretazione è l'esplicitazione di ciò che siamo già. [E quando il testo è "estraneo", interviene la "spiegazione" che riduce il diverso a un "come": "quello - il diverso - è come questo - il nostro"]. Tutto ciò che non è umano è dunque "senza senso", non in termini negativi, ma in quanto estraneo al senso: un albero da frutta è un albero di frutta solo nell'ambito delle nostre relazioni con esso. Al di fuori della nostra visione ambientale preveggente non ha significato [probabilmente qui occorrerebbe aggiungere "per noi", noi in quanto attori di una ricerca filosofica sull'essere - che cosa sia il modo "senza di noi" è qualcosa che riguarda altre ricerche].

### La situazione emotiva dell'angoscia
"In che modo l'angoscia rappresenta una situazione emotiva caratteristica?". 

Il livello medio della nostra esistenza è quello dell'inautenticità, rappresentato anche come una "fuga davanti a sé stesso". Questa fuga non è paura di qualcosa, perché anzi noi ci rifugiamo nelle cose per evitare noi stessi. Questa fuga davanti a se stessi è possibile solo per il fatto che noi - già sempre - siamo in cospetto di noi stessi (ci siamo già compresi). Di conseguenza, questo nuovo punto di partenza della ricerca - la deiezione, l'inautenticità, la fuga da se stessi - non è qualcosa che ci nasconde il fenomeno che stiamo cercando (l'Essere nella sua essenza), anzi: lo presuppone totalmente.
Se l'angoscia non è paura, cos'è ciò che angoscia? Qual è il "davanti a che" dell'angoscia? «Il "davanti a che" dell'angoscia non è mai un ente intramondano. (...) Perciò l'angoscia non ha occhi per "vedere" un determinato "qui" o "là" da cui si avvicina ciò che è minaccioso. Ciò che caratterizza il "davanti a che" dell'angoscia è il fatto che il minaccioso non è in nessun luogo. L'angoscia non sa che cosa sia ciò-davanti-a-cui essa è angoscia. "In nessun luogo" non equivale però a "nulla", poiché proprio in esso si radica, per l'in-essere spaziale, la prossimità in generale e l'apertura del mondo in generale. Il minaccioso non può perciò avvicinarsi nella prossimità secondo una determinata direzione; esso "ci" è già ma non è in nessun luogo; esso è così vicino che ci opprime e ci mozza il fiato, ma non è in nessun luogo. Nel "davanti a che" dell'angoscia si rivela il "nulla e in nessun luogo". L'impertinenza del nulla e dell'"in-nessun-luogo" intramondani significa fenomenicamente: il davanti a che dell'angoscia è il mondo come tale. La completa insignificatività che si annuncia nel nulla e nell'"in-nessun-luogo" non sta a significare un'assenza del mondo, ma, al contrario, che l'ente intramondano è divenuto in sé stesso così recisamente privo d'importanza che, in virtù di questa insignificatività dell'intramondano, ciò che ci colpisce è solo il mondo nella sua mondità».
L'angoscia ci allontana dal mondo rendendolo insignificante, ma proprio da questa lontananza - che è il contrario dell'appagatività con cui ci rapportiamo quotidianamente - il mondo ci si apre davanti come mondo, nel suo essere indipendente da noi.
Inoltre, l'angoscia ci sprofonda nella solitudine, nel distacco da tutto e da tutti, nella condizione primaria di una totale libertà: «L'angoscia rivela nell'Esserci l'essere-per il più proprio poter-essere, cioè l'essere-libero-per la libertà di scegliere e possedere sé stesso. L'angoscia porta l'Esserci innanzi al suo esser-libero-per... l'autenticità del suo essere in quanto possibilità che esso è già sempre. Ma questo essere è in pari tempo quello a cui l'Esserci è consegnato in quanto essere-nel-mondo». L'angoscia toglie dalla tranquillizzante sicurezza del sentirsi a casa propria che è tipica del Si e getta nello spaesamento.
«Questo spaesamento rode costantemente l'Esserci e minaccia, sia pure inesplicitamente, la sua quotidiana dispersione nel Si». In questo senso è sottinteso un pessimismo ontologico: la vita quotidiana in quanto inautentica è una fuga perenne davanti all'angoscia. Pertanto «il non sentirsi a casa propria deve essere concepito come il fenomeno più originario». Per concludere: l'angoscia, racchiude la possibilità di un'apertura dell'essere, di una sua reale comprensione, per il fatto che isola - che ci restituisce l'autenticità, o per lo meno ce ne rivela la possibilità.

### L'essere dell'Esserci in quanto Cura
Si è visto che l'uomo comprende sé stesso in base alle proprie possibilità: ciascuno può divenire ciò che è (autoprogettarsi). Questo diventare o non diventare se stessi (autenticità o inautenticità) ci si manifesta compiutamente nell'angoscia. Ma questo capire chi potremmo essere che costituisce il nostro modo di essere [essere uomo vuol dire conoscersi] ci proietta costantemente davanti a noi.
L'uomo è, nella sua essenza, un esistente proiettato in avanti, mai fermo all'"hic et nunc". Questo, tra l'altro, non avviene in astratto, ma nella costante relazione con il mondo di cui siamo parte. E tutto questo in vista di un perché, in ragione di quell'esser presso le cose (gli utilizzabili) di cui ci si prende cura. In altri termini: l'esistenza è un lasciar essere le nostre possibilità verso ciò che ci occupa.
«Questo essere è espresso globalmente dal termine Cura che qui è usato nel suo senso ontologico-esistenziale genuino». È la Cura (Sorge) che, come condizione originaria all'in-essere, rende possibile "prendersi cura di qualcosa" e "aver cura" degli altri. In questo senso, la Cura non è separata dall'inautenticità: l'affanno per il possesso è la sua espressione corrente e quotidiana. La Cura come fenomeno ontologico-esistenziale fondamentale precede tendenze come il volere, il desiderare, l'impulso o l'inclinazione, che sono tutti interpretabili come manifestazioni del nostro essere avanti a noi come essere presso (Cura).

### Il modo di essere della verità
"C'è" verità solo perché e fin che l'Esserci è. L'ente è scoperto solo quando, ed aperto solo fin che, in generale, l'Esserci è". 

Le leggi di natura non sono vere di per sé - e questo già Kant lo diceva; pertanto non è sensato pensare a un qualcosa che in sé abbia un valore d'esistenza indipendentemente da noi.
Non c'è scoprimento, non c'è verità, non c'è nulla fino a che non c'è colui attraverso il quale avviene lo scoprimento, la verità si manifesta. Le cose diventano per opera di colui per il quale esse hanno un senso; tutto ciò che ancora non si è dis-velato (unverborgen) - reso evidente - non esiste (non è neppure il caso di aggiungere "per noi": per chi altri dovrebbe esistere?). «In virtù del suo essenziale modo di essere, conforme all'Esserci, ogni verità è relativa all'essere dell'Esserci».
Questo vuol dire che ogni verità è soggettiva? No, se per "soggettivo" si intende arbitrario. Scoprire qualcosa significa renderlo evidente, portarlo in cospetto dell'esistenza sottraendolo al condizionamento - che può anche essere la chiacchiera falsificatrice. Questo non significa che la verità sia qualcosa di "oggettivo": la verità "c'è" perché l'uomo (l'Esserci) è nella verità. Noi non dobbiamo presupporre la verità come se fosse il fondamento dell'essere (l'essenza) di un altro ente; la verità ci è data nel momento stesso in cui siamo. Essa non è una decisione, un atto di volontà, così come non è stata una decisione - un libero atto di volontà - il nostro "essere-nel-mondo", il nostro stesso Esserci (esistere). Noi siamo nella verità anche nel momento in cui siamo nell'oscurità del nascondimento - della fuga dalla verità. Non può "essere nascosto" qualcosa che non c'è; come si diceva, la verità non si dimostra (giudizio) ma si lascia essere.

### Essere-per-la-morte
«"1) l'Esserci porta con sé, fin che è, un "non ancora" che sarà, cioè una mancanza costante; 2) il giungere alla fine da parte di un ente che è sempre un non-ancora-essente-alla-fine (il venir meno della mancanza propria dell'Esserci) ha il carattere del non-esserci-più; 3) il giungere alla fine implica, per ciascun Esserci, un modo di essere in cui non è assolutamente possibile la sostituzione"».
In quale accezione va inteso il termine "mancanza"? Non nel senso per cui a certe cose manca qualcosa per essere "complete" (una parte, una quantità): questa "mancanza" è infatti una semplice sottrazione. Al contrario, all'uomo la mancanza appartiene. «L'Esserci deve, nel suo stesso essere, divenire, cioè essere ciò che non è ancora». L'uomo è già, fin da piccolo, qualcuno che "non è ancora": il futuro giovane, il futuro uomo, il futuro vecchio.
In secondo luogo: non esserci più, più che un "essere finito" - nel senso in cui una cosa è finita - non significa forse che ci viene meno la possibilità di essere? In questo senso, quello di "fine" dell'esistente umano è un concetto assolutamente inadeguato a rappresentare quel non-esser-ci che è la morte. «Nella morte l'Esserci non è né compiuto né semplicemente dissolto né, tanto meno, ultimato o disponibile. L'Esserci, allo stesso modo che, fin che è, è già costantemente il suo "non ancora", è anche già sempre la sua morte. Il finire proprio della morte non significa affatto un essere alla fine dell'Esserci, ma un essere-per-la-fine da parte di questo ente. La morte è un modo di essere che l'Esserci assume da quando c'è. "L'uomo, appena nato, è già abbastanza vecchio per morire".» Dunque, la morte non è la fine della vita nel senso della sua conclusione - quando, infatti, di un uomo si può dire che abbia "compiuto" la sua vita? Essa appartiene alla vita in quanto, con l'atto della nascita, comincia la nostra possibilità di morire.
Dicendo che la morte non è qualcosa che "manca" alla vita nel senso che le si aggiunge per completarla, si intende affermare che l'uomo non è una "cosa" a cui manca "qualcosa" per essere completo. L'uomo è sempre tutto sé stesso, comunque. Al contrario, il nostro rapporto con la morte è qualcosa che ci sovrasta. Anche questo naturalmente va chiarito. Molte cose "ci sovrastano", alcune come minacciose altre come desiderabili. Ma queste cose riguardano il nostro con-essere con gli altri.
La morte invece è una possibilità che ciascuno assume da solo. Questa possibilità è inoltre l'estrema e l'incondizionata. Tanto meno è una scelta: in essa noi siamo gettati. In quanto la più propria (solitaria, individuale) incondizionata ed estrema, la possibilità della morte si rivela totalmente nell'angoscia. Angoscia non come paura o depressione, ma come comprensione originaria (apertura - intuizione immediata) del nostro vero poter essere.
"Il concetto ontologico esistenziale integrale della morte può ora essere riassunto così: la morte, come fine dell'Esserci, è la possibilità dell'Esserci più propria, incondizionata, certa e come tale indeterminata e insuperabile. La morte, come fine dell'Esserci, è nell'essere di questo ente, in quanto esso è per la fine". 

Che la morte sia la possibilità estrema dell'uomo non significa dunque che ad essa si pervenga "alla fine" della vita - cosa che nel concetto heideggeriano di esistenza non ha alcun significato - ma che in ogni momento della vita essa incombe come l'essere-il-tutto dell'Esserci, la sua totalità ontologica.
In altre parole, noi siamo completati nella nostra essenza dalla consapevolezza - che assume la forma dell'angoscia - del costante incombere della fine delle nostre possibilità. «Esistendo per la propria morte, esso [l'Esserci] muore effettivamente e costantemente fino a quando non sia pervenuto al proprio decesso».

### Progetto di un essere per la morte autentico
Cosa significa, in prima istanza, essere autenticamente per la morte (Sein zum Tode)? Essenzialmente, non fuggire davanti al suo ineluttabile essere possibile e non coprirne la verità con la chiacchiera. Se la morte è la possibilità più propria e certa di ogni esistenza, essere per la morte significa dunque essere per una possibilità; essere per una possibilità significa prendersi cura della sua realizzazione. Ma prendersi cura di una possibilità nel senso della sua realizzazione vuol dire trasformarla in un fatto, farla essere come qualcosa di diverso da una possibilità. Il suicidio, come autorealizzazione della propria fine, ci toglie dall'angoscia in quanto ci sottrae al peso che comporta il quotidiano essere per la morte. In questo senso si suol dire che il suicidio è una fuga - l'estrema deiezione dal tutto che noi siamo.
Neppure la contemplazione (mistica) è una risposta adeguata alla domanda. "Pensare alla morte" è un modo di renderla "oggettiva", estranea od esterna a noi, come quell'ente che a noi mancherebbe per essere "completi". Al contrario, la possibilità deve essere intesa nel modo più totale come possibilità, come incombere il cui accadere non coincide col nostro esistere: noi non sapremo mai "cos'è" la morte perché nella morte non c'è esistenza.
Di fronte - o per meglio dire "sotto" - la possibilità della morte, ogni pre-occupazione di quello che sarà domani è vuota di significato. Inoltre: in quanto è la nostra possibilità più propria (assolutamente nostra) e individuale - "Inutile piangere, si nasce e si muore soli", scriveva Cesare Pavese - la comprensione del nostro essere per la fine ci sottrae al dominio del Si, agli altri come massa, pubblico. «La morte non "appartiene" indifferentemente all'insieme degli Esserci, ma pretende l'Esserci nel suo isolamento».
Questa autenticità - questa coscienza della morte - non autorizza l'indifferenza. L'autenticità dell'esistenza implica sempre la Cura; ma l'essere-per e il con-essere, per esser autentici, devono tener conto della possibilità della morte, cioè devono esser liberi da ogni condizionamento che ci allontani da noi stessi, da ogni desiderio di fuga. «L'anticipazione della possibilità incondizionata conferisce all'ente anticipante la possibilità di assumere il suo essere più proprio da sé stesso e a partire da se stessi». L'ansia del successo è il tipico commisurare se stessi con gli occhi degli altri; il cooperare ad uno scopo comune è invece il modo di intendere se stessi come sostituibili.
«Ciò che caratterizza l'essere-per-la-morte autenticamente progettato sul piano esistenziale, può essere riassunto così: l'anticipazione svela all'Esserci la dispersione nel Si-stesso e, sottraendolo fino in fondo al prendente cura avente cura, lo pone innanzi alla possibilità di essere sé stesso, in una libertà appassionata, affrancata dalle illusioni del Si, effettiva, certa di sé stessa e piena di angoscia: LA LIBERTÀ PER LA MORTE». In conclusione: l'essere autenticamente se stessi non giustifica la rinuncia alla vita, né la mistica "fuga dalla realtà", ma richiede la consapevolezza dell'inutilità di ogni "fuga in avanti" nell'accettazione della libertà come possibilità che "tutto può finire oggi".

### Comprensione del richiamo e colpa
L'essenza dell'uomo è la Cura (essere per...). In quanto è, l'uomo è stato gettato nel mondo, cioè non si è messo da sé nella condizione di esistere in questo o quel mondo. Essendo, l'uomo è libero di essere sé stesso, ma non perché egli abbia operato un atto di volontà con cui abbia preso possesso di sé.
In sostanza, l'uomo non viene prima della sua esistenza: egli vi è gettato; non può risalire a prima del fatto che c'è, non può essere la causa di sé. Ma neppure l'esser gettato precede l'uomo (ha il carattere di una causa), come qualcosa che gli è semplicemente accaduto: l'uomo è sempre proiettato in avanti in un progetto (non è ancora ciò che sarà). In sostanza, l'uomo si trova ineluttabilmente a poter essere solo ciò che è, perché egli non precede la propria esistenza scegliendo questa o quella possibilità, ma "è libero" solo di esplicare la propria esistenza così come l'ha trovata "essendo gettato nel mondo"; esistendo così come si è "già trovato" ad essere, egli è contemporaneamente il fondamento, la condizione unica, delle proprie possibilità. Poiché l'uomo non decide il suo modo di essere (il suo fondamento), egli patisce emotivamente questa sua costituzione come un peso.
Come vive l'uomo questo suo trovarsi ad essere quello che non può non essere? Unicamente progettando ciò che già è, ciò che c'è già. Se esser sé stesso vuol dire costituirsi come fondamento della propria esistenza (non perdersi negli altri), questo non significa che si è padroni di sé (del proprio fondamento), che possiamo signoreggiare la nostra esistenza; essendo gettati nel mondo, assumiamo come un fatto di cui non siamo "responsabili" questo esser il nostro fondamento (essere autentici). La Cura si esplica in questo non poter essere altro che ciò che già siamo.
Essere il fondamento di noi stessi (non poter non essere ciò che già siamo) significa dunque non poter intervenire sul nostro essere più personale. Questa negatività (questo "non") è parte costitutiva dell'esistenza. L'uomo, nel momento in cui è il fondamento di sé stesso (è autentico), è il suo nulla - non "può", nel senso proprio della parola,  nulla. "Nulla" non significa che non è - che non esiste -; questa "nullità" è parte costitutiva (è una proprietà) del suo modo di essere come essere-gettato-nel-mondo. In quanto autentico (se stesso), l'uomo è quello che è in quanto è sé stesso (in quanto è gettato); non è grazie a sé stesso, ma può diventare solo ciò che è, portare a compimento quello che è (il suo fondamento).
«La Cura, nella sua stessa essenza, è totalmente permeata dalla nullità. Perciò la Cura, cioè l'essere dell'Esserci in quanto progetto gettato, significa: il (nullo) esser fondamento di una nullità. Il che significa: l'Esserci è, come tale, colpevole; se almeno è valida la determinazione esistenziale formale della "colpa come esser fondamento di una nullità"».

### La struttura esistenziale del poter-essere
Il voler-aver-coscienza è una totale adesione (comprensione) alla verità della propria esistenza: "io sono questo" è ciò che la coscienza "dice". È ovvio che la comprensione della chiamata, chiamandoci all'autenticità dello spaesamento, è caratterizzata dall'angoscia. «Il voler-aver-coscienza diviene così un esser pronto all'angoscia».
A questa comprensione della chiamata, della voce della coscienza, costituita dall'angoscia, dalla consapevolezza della nullità di ogni progetto e dal silenzio, diamo il nome di decisione (Entschlossenheit). Con la decisione noi raggiungiamo la verità originaria, profonda, dalla nostra esistenza, poiché la decisione è decisione di essere autentici. La decisione è decisione di essere nel nostro Ci, cioè di essere assegnati effettivamente (senza possibilità di scelta) al nostro "mondo". Questo significa che la decisione, richiamandoci a noi stessi dalla "perdizione nel Si", modifica il nostro modo di essere-nel-mondo, di "scoprire" le cose e gli altri. Con la decisione usciamo dalla deiezione della quotidianità per rientrare nella solitudine dell'esser noi stessi. Senza tuttavia diventare indifferenti.
«La decisione, in quanto poter-essere se-Stesso autentico, non scioglie l'Esserci dal suo mondo, non lo isola in un io ondeggiante nel vuoto. Come lo potrebbe se essa, in quanto apertura autentica, è null'altro che l'essere-nel-mondo autentico? La decisione porta invece il se-Stesso nell'esser-presso l'utilizzabile prendente cura e lo sospinge nel con-essere avente cura degli altri [fonda il senso autentico del prendersi cura e dell'aver cura].»
Ma a che cosa si decide colui che si dispone alla decisione? Non "a qualcosa", poiché non esistono possibilità offerte che siano diverse da ciò che è (a meno di non ricadere nell'alienato affaccendarsi in cose). La decisione autentica è sempre solo indeterminata, accettazione di sé stessa. Nella decisione è in gioco la nostra autenticità, l'afferrare con determinazione l'effettività del mondo in cui siamo. Chi si decide non nega la "realtà", ma la scopre così come essa è autenticamente, non coperta dalla chiacchiera. La decisione afferra la situazione. «Si fa così del tutto chiaro che la chiamata della coscienza, risvegliando al poter essere, non prospetta un vuoto ideale esistenziale, ma chiama dentro la situazione».

### La temporalità come senso ontologico della Cura
Cos'è ciò che rende possibile (che dà senso a) la nostra stessa esistenza (in quanto Cura)? La domanda non è nuova. La ripetiamo ogni volta che organizziamo una ricerca scientifica. Ciò di cui non ci rendiamo conto è che ogni ricerca è resa possibile - trae cioè senso - dal fatto che ogni interrogazione sull'uomo nasce da un'idea di "uomo" già posseduta (pre-comprensione), cioè da una comprensione già data del "significato" di "umanità" che indirizza ogni pensiero. Le domande nascono dal fatto che sappiamo già cosa chiedere. Ogni cosa (ente) ha senso solo se - in quanto già compresa (aperta) come appartenente al "nostro mondo"- la sua comprensione è fondata sul "ciò-rispetto-a-cui" essa esiste. Il "ciò-rispetto-a-cui" del progetto esistenziale originario è risultato essere la decisione anticipatrice. Ciò significa che la nostra esistenza è un autentico esistere - realizza sé stessa, si lascia venire a sé stessa - solo se si mantiene nella possibilità come possibilità.
Questo "venire a noi stessi" (ad-venire, avvenire) è la realizzazione della nostra possibilità più propria: l'essere per la morte. 

L'avvenire non è qualcosa che "succederà", che non c'è "ancora", ma è la realizzazione continua della nostra autenticità, della nostra essenza più propria. In altri termini: venire-a-noi-stessi - realizzare la nostra autenticità - è essere come già sempre eravamo. «L'assunzione dell'esser gettato [la decisione] è quindi possibile soltanto a patto che l'Esserci ad-veniente [che si realizza nella sua possibilità autentica] possa essere il suo proprio "come già sempre era", cioè il suo esser-stato».
Infine, poiché il carattere essenziale della decisione è il suo collocarci nella nostra situazione, cioè il lasciarci venire incontro le cose così come esse si presentano - un accogliere ciò che effettivamente si presenta a noi - in questo decidere di cogliere ciò che si presenta così come si presenta è il vero "presente".
"Avvenire", "passato" e "presente" costituiscono dunque un fenomeno unitario (avvenire essente stato presentante) che chiamiamo temporalità (Zeitlichkeit) In questa struttura "temporalizzante" - che è la struttura della decisione - si rivela il senso della Cura. L'avvenire è il nostro essere noi stessi, il passato l'esser gettati nel mondo, il presente è il "colpo d'occhio" sulla situazione. In questa unità si rileva un carattere costante della temporalità dell'esistenza, costituito dal "movimento" (il termine va inteso metaforicamente) dell'uomo verso il futuro, indietro nel passato e presso la situazione: "ad-sé-in", "indietro-verso" e "venire incontro del". Questi fenomeni relazionali denotano la temporalità come estasi, come "essere fuori di sé" dell'uomo: il tempo non è una cornice che si aggiunge alla vita, ma il modo in cui l'uomo - proiettandosi nel futuro per ripetere il passato nell'"ora" della situazione presente - dà senso alla sua esistenza.
Ne consegue che - tra le diverse estasi della temporalità, quella che vanta la priorità originaria è l'avvenire. Esso esprime il senso della decisione anticipatrice, e come tale si rivela come finito. Ma non nel senso comune del "cessare" (abbiamo già visto che la morte non è un cessare ma la possibilità più incombente); essendo il senso della Cura, l'avvenire è la morte stessa. Il tempo originario è finito.

### La temporalità della comprensione
Dall'analisi fin qui condotta, si può giungere alla conclusione che la condizione quotidiana dell'uomo è la deiezione, la cui determinazione fondamentale è la non-decisione (indecisione: chiusura verso la propria autentica possibilità). Se dunque la temporalità (decisione per l'avvenire come ripetizione) è il senso dell'essere e se l'esistenza si mantiene mediamente nella indecisione, se ne deduce che a fondamento della vita quotidiana non sta l'avvenire autentico. Nella vita quotidiana utilizziamo il tempo, non "siamo" il nostro tempo.
Se l'avvenire autentico è anticipazione, l'avvenire inautentico è attesa. Il nostro essere inautentico, infatti, è la Cura intesa come perdersi negli affari quotidiani; in tal modo, la comprensione che l'uomo medio ha di sé è determinata a partire da ciò di cui si "preoccupa". Il modo medio (alienato) di conoscerci è: "io sono ciò che faccio". Quindi, l'avvenire che è davanti a tale uomo non è il suo poter essere più proprio (personale, autentico) ma un'attesa di ciò che l'oggetto della sua occupazione gli può offrire.
Come l'avvenire, anche il presente ha un modo autentico e un modo inautentico di temporalizzarsi. Il presente autentico è quello che ci mantiene aperti nella continua possibilità della decisione, a ciò che nella situazione ci si fa incontro come circostanza di cui ci si può prendere cura. 

Questo presente essere aperti alla situazione lo chiamiamo attimo. L'attimo non è un accadere, ma la possibilità dell'incontro con ciò che realizza (rende possibile) il nostro avvenire autentico. Esso si contrappone all'istante, il presente inautentico in cui qualcosa "sorge" o "passa", in cui cioè si presenta come occasione inautentica che "non tornerà" mai più. L'avvenire autentico è la ripetizione dell'io-sono-stato, l'attimo è sempre possibile, a differenza dell'istante. L'istante appartiene alle semplici presenze, staccato dalla nostra esistenza; l'attimo appartiene a noi, è sempre possibile.

### La temporalità dell'essere-nel-mondo
«L'uomo è l'ente che ha il suo senso - la sua luce - in sé stesso. Il senso dell'essere non è metafisico - semplicemente presente davanti a noi - ma originario: qualcosa che, essendo nostro, ci possiede. Questo qualcosa è la temporalità.»

Abbiamo definito la temporalità come unità delle estasi "futuro", "passato" e "presente"; l'unità delle estasi è stata intesa come il senso della Cura, cioè l'"esser fuori di sé" che costituisce l'essenza della nostra esistenza: "fuori" verso l'avanti a sé del progetto, verso l'indietro dell'esser gettati e verso la situazione che si presenta. Questo fa del tempo non una "cosa" che "passa", ma il senso esistenziale dell'esistenza, il "verso dove" essa si protende. Questo "verso dove" dell'esistere è l'orizzonte estatico, la cornice di tutto ciò che "per l'uomo" ha senso ("è"). Il mondo "ci" è perché l'uomo esiste "fuori di sé", "verso" un avvenire in cui l'esser stato si presenta come compito.
Ora, ogni modo d'essere dell'uomo, dal prendersi cura all'osservazione scientifica presuppone già il mondo - il nostro esistere come essere tutt'uno col (nostro) mondo fa sì che tutto ciò che "facciamo" avvenga sulla base della comprensione che abbiamo del mondo. In altri termini il mondo è sempre trasceso (o, dal nostro punto di vista di esistenti che sono tutt'uno col mondo, trascendente). Agendo, noi incontriamo, nel mondo (nell'insieme dei mezzi la cui significatività costituisce il mondo), il mondo da cui proveniamo: questo uscire (dal mondo che già sempre portiamo con noi) verso (il mondo che incontriamo "fuori da noi") è un incontrare il mondo nel mondo; solo trascendendo (superando) il mondo, noi abbiamo a che fare con qualcosa come il mondo.
Il problema della trascendenza non è "in qual modo un Io (soggetto) può dirigersi (uscendo da sé) verso un oggetto?", perché in questa interpretazione del problema l'Io è "appeso nel vuoto", non ha "mondo". Il problema è: "cos'è che rende possibile incontrare "oggetti" nel mondo?" Con quest'ultima interpretazione, il mondo - la totalità degli oggetti - è qualcosa che si incontra solo uscendone (nel senso dell'andar verso gli orizzonti estatici della temporalità).